# Nastapoka Islands
Nastapoka Islands är en arkipelag i Kanada.   De ligger på östra sidan av Hudson Bay i territoriet Nunavut, i den östra delen av landet, 1 300 km norr om huvudstaden Ottawa. De större öarna från norr räknat är: McTavish Island, Broughton Island, Nicholson Island, Davieau Island, Christie Island, Taylor Island, Gillies Island, Clarke Island, Ross Island, Nunavut och Bélanger Island.